# Premier League 2000/2001
Soutěžní ročník Premier League 2000/01 byl 9. ročníkem Premier League, tedy anglické nejvyšší fotbalové ligy. Soutěž byla započata 19. srpna 2000 a poslední kolo se odehrálo 19. května 2001. Liga se skládala z 20 klubů. 
Manchesteru United získal svůj 7. titul v Premier League a třetí titul v řadě, po vítězstvích v ročnících 1998/99 a 1999/00. Na druhém místě skončil s odstupem 10 bodů Arsenal. 

## Složení ligy v ročníku 2000/01
Soutěže se účastnilo 20 celků. K prvním sedmnácti z minulého ročníku se připojili nováčci Charlton Athletic a Manchester City, kteří si účast zajistili již v základní části předcházejícího ročníku Football League First Division, a Ipswich Town, ten si účast vybojoval vítězstvím v play off. Opačným směrem putovala mužstva Wimbledonu, Sheffieldu Wednesday a Watfordu.
| Klub              | 1999/00          | Město               | Stadión            |
| ----------------- | ---------------- | ------------------- | ------------------ |
| Manchester United | Zlatá medaile    | Manchester          | Old Trafford       |
| Arsenal           | Stříbrná medaile | Londýn              | Arsenal Stadium    |
| Leeds United      | Bronzová medaile | Leeds               | Elland Road        |
| Liverpool         | 4.               | Liverpool           | Anfield            |
| Chelsea           | 5.               | Londýn              | Stamford Bridge    |
| Aston Villa       | 6.               | Birmingham          | Villa Park         |
| Sunderland        | 7.               | Sunderland          | Stadium of Light   |
| Leicester City    | 8.               | Leicester           | Filbert Street     |
| West Ham United   | 9.               | Londýn              | Boleyn Ground      |
| Tottenham Hotspur | 10.              | Londýn              | White Hart Lane    |
| Newcastle United  | 11.              | Newcastle upon Tyne | St James' Park     |
| Middlesbrough     | 12.              | Middlesbrough       | Riverside Stadium  |
| Everton           | 13.              | Liverpool           | Goodison Park      |
| Coventry City     | 14.              | Coventry            | Highfield Road     |
| Southampton       | 15.              | Southampton         | The Dell           |
| Derby County      | 16.              | Derby               | Pride Park Stadium |
| Bradford City     | 17.              | Bradford            | Valley Parade      |
| Charlton Athletic | First Division   | Londýn              | The Valley         |
| Manchester City   | First Division   | Manchester          | Maine Road         |
| Ipswich Town      | First Division   | Ipswich             | Portman Road       |

### Realizační týmy a dresy
| Klub              | Trenér                      | Kapitán          | Výrobce dresu  | Sponzor dresu       |
| ----------------- | --------------------------- | ---------------- | -------------- | ------------------- |
| Arsenal           | Arsène Wenger               | Tony Adams       | Nike           | Dreamcast/Sega      |
| Aston Villa       | John Gregory                | Gareth Southgate | Diadora        | NTL                 |
| Bradford City     | Jim Jefferies               | Stuart McCall    | Asics          | JCT600 Ltd          |
| Charlton Athletic | Alan Curbishley             | Mark Kinsella    | Le Coq Sportif | Redbus              |
| Chelsea           | Claudio Ranieri             | Marcel Desailly  | Umbro          | Autoglass           |
| Coventry City     | Gordon Strachan             | Mustapha Hadji   | CCFC Garments  | Subaru              |
| Derby County      | Jim Smith                   | Darryl Powell    | Puma           | EDS                 |
| Everton           | Walter Ferguson Smith       | Dave Watson      | Puma           | One2One             |
| Ipswich Town      | George Burley               | Matt Holland     | Punch          | Greene King         |
| Leeds United      | David O'Leary               | Lucas Radebe     | Nike           | Strongbow           |
| Leicester City    | Peter Taylor                | Matt Elliott     | Le Coq Sportif | Walkers Crisps      |
| Liverpool         | Gérard Houllier             | Jamie Redknapp   | Reebok         | Carlsberg           |
| Manchester City   | Joe Royle                   | Alf-Inge Håland  | Le Coq Sportif | Eidos               |
| Manchester United | Alex Ferguson               | Roy Keane        | Umbro          | Vodafone            |
| Middlesbrough     | Terry Venables Bryan Robson | Paul Ince        | Erreà          | BT Cellnet          |
| Newcastle United  | Bobby Robson                | Alan Shearer     | Adidas         | Newcastle Brown Ale |
| Southampton       | Stuart Gray                 | Matt Le Tissier  | Saints         | Friends Provident   |
| Sunderland        | Peter Reid                  | Michael Gray     | Nike           | Reg Vardy           |
| Tottenham Hotspur | Glenn Hoddle                | Sol Campbell     | Adidas         | Holsten             |
| West Ham United   | Glenn Roeder (dočasný)      | Steve Lomas      | Fila           | Dr. Martens         |

### Trenérské změny
| Klub              | Odcházející trenér | Důvod odchodu                  | Datum odchodu     | Pozice v tabulce | Příchozí trenér        | Datum příchodu     |
| ----------------- | ------------------ | ------------------------------ | ----------------- | ---------------- | ---------------------- | ------------------ |
| Leicester City    | Martin O'Neill     | Přesun do Celticu              | 1. června 2000    | Před sezónou     | Peter Taylor           | 12. června 2000    |
| Bradford City     | Paul Jewell        | Přesun do Sheffieldu Wednesday | 18. června 2000   | Před sezónou     | Chris Hutchings        | 18. června 2000    |
| Chelsea           | Gianluca Vialli    | Vyhozen                        | 12. září 2000     | 10. místo        | Claudio Ranieri        | 17. září 2000      |
| Bradford City     | Chris Hutchings    | Vyhozen                        | 6. listopadu 2000 | 19. místo        | Jim Jefferies          | 20. listopadu 2000 |
| Tottenham Hotspur | George Graham      | Vyhozen                        | 16. března 2001   | 13. místo        | Glenn Hoddle           | 30. března 2001    |
| Southampton       | Glenn Hoddle       | Přesun do Tottenhamu Hotspur   | 30. března 2001   | 9. místo         | Stuart Gray            | 30. března 2001    |
| West Ham United   | Harry Redknapp     | Vzájemná dohoda                | 9. května 2001    | 14. místo        | Glenn Roeder (dočasný) | 12. května 2001    |

## Tabulka
| Poř. | Tým                   | Z  | V  | R  | P  | VG | OG | B  |
| ---- | --------------------- | -- | -- | -- | -- | -- | -- | -- |
| 1.   | Manchester United (C) | 38 | 24 | 8  | 6  | 79 | 31 | 80 |
| 2.   | Arsenal               | 38 | 20 | 10 | 8  | 63 | 38 | 70 |
| 3.   | Liverpool             | 38 | 20 | 9  | 9  | 71 | 39 | 69 |
| 4.   | Leeds United          | 38 | 20 | 8  | 10 | 64 | 43 | 68 |
| 5.   | Ipswich Town          | 38 | 20 | 6  | 12 | 57 | 42 | 66 |
| 6.   | Chelsea               | 38 | 17 | 10 | 11 | 68 | 45 | 61 |
| 7.   | Sunderland            | 38 | 15 | 12 | 11 | 46 | 41 | 57 |
| 8.   | Aston Villa           | 38 | 13 | 15 | 10 | 46 | 43 | 54 |
| 9.   | Charlton Athletic     | 38 | 14 | 10 | 14 | 50 | 57 | 52 |
| 10.  | Southampton           | 38 | 14 | 10 | 14 | 40 | 48 | 52 |
| 11.  | Newcastle United      | 38 | 14 | 9  | 15 | 44 | 50 | 51 |
| 12.  | Tottenham Hotspur     | 38 | 13 | 10 | 15 | 47 | 54 | 49 |
| 13.  | Leicester City        | 38 | 14 | 6  | 18 | 39 | 51 | 48 |
| 14.  | Middlesbrough         | 38 | 9  | 15 | 14 | 44 | 44 | 42 |
| 15.  | West Ham United       | 38 | 10 | 12 | 16 | 45 | 50 | 42 |
| 16.  | Everton               | 38 | 11 | 9  | 18 | 45 | 59 | 42 |
| 17.  | Derby County          | 38 | 10 | 12 | 16 | 37 | 59 | 42 |
| 18.  | Manchester City (R)   | 38 | 8  | 10 | 20 | 41 | 65 | 34 |
| 19.  | Coventry City (R)     | 38 | 8  | 10 | 20 | 36 | 63 | 34 |
| 20.  | Bradford City (R)     | 38 | 5  | 11 | 22 | 30 | 70 | 26 |

Pravidla pro klasifikaci: 1) Body; 2) Gólový rozdíl; 3) vstřelené góly
(C) Šampion; (R) Sestupující
|  | Postup do základní skupiny Ligy mistrů   |
|  | Postup do třetího předkola Ligy mistrů   |
|  | Postup do prvního kola Poháru UEFA       |
|  | Sestup do Football League First Division |

Poznámky
1. ↑  Vítězem FA Cupu se stal Liverpool, který ve finále porazil Arsenal. Do Poháru UEFA se tak kvalifikoval 5. nejlepší tým v lize (Ipswich Town)
2. ↑  Vítězem EFL Cupu se stal Liverpool. Do Poháru UEFA se tak kvalifikoval 6. nejlepší tým v lize (Chelsea)

## Statistiky

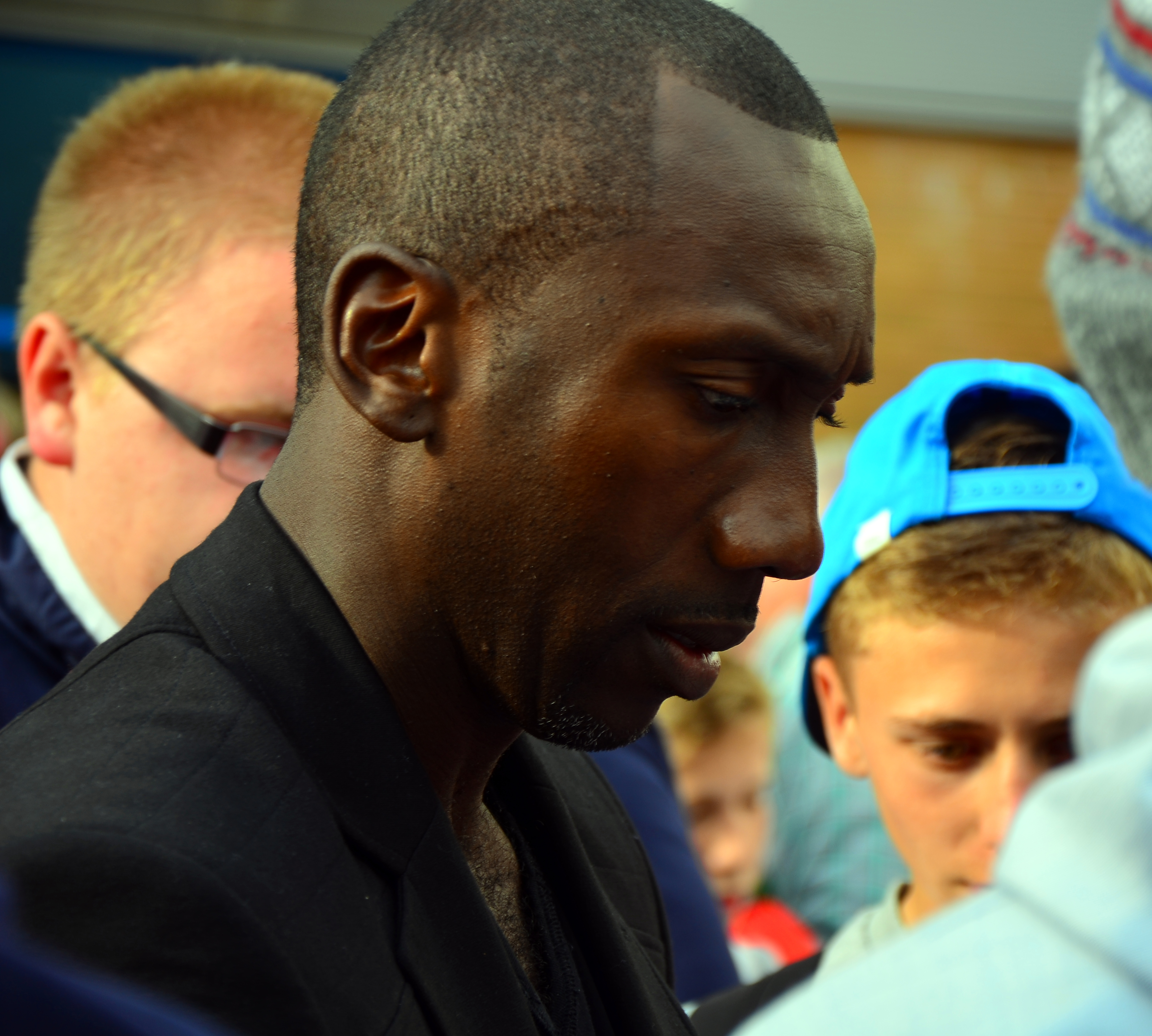
Jimmy Floyd Hasselbaink se stal nejlepším střelcem Premier League, a to s 23 góly.

### Střelci

#### Nejlepší střelci
|     | Hráč                    | Klub              | Góly |
| --- | ----------------------- | ----------------- | ---- |
| 1.  | Jimmy Floyd Hasselbaink | Chelsea           | 23   |
| 2.  | Marcus Stewart          | Ipswich Town      | 19   |
| 3.  | Thierry Henry           | Arsenal           | 17   |
| 3.  | Mark Viduka             | Leeds United      | 17   |
| 5.  | Michael Owen            | Liverpool         | 16   |
| 6.  | Teddy Sheringham        | Manchester United | 15   |
| 7.  | Emile Heskey            | Liverpool         | 14   |
| 7.  | Kevin Phillips          | Sunderland        | 14   |
| 9.  | Alen Bokšić             | Middlesbrough     | 12   |
| 10. | James Beattie           | Southampton       | 11   |
| 10. | Jonatan Johansson       | Charlton Athletic | 11   |
| 10. | Frédéric Kanouté        | West Ham United   | 11   |
| 10. | Gustavo Poyet           | Chelsea           | 11   |
| 10. | Alan Smith              | Leeds United      | 11   |

#### Hattricky
| Hráč                     | Klub              | Soupeř           | Skóre   | Datum              | Ref.   |
| ------------------------ | ----------------- | ---------------- | ------- | ------------------ | ------ |
| Paulo Wanchope           | Manchester City   | Sunderland       | 4:2 (D) | 23. srpna 2000     | [ 7 ]  |
| Michael Owen             | Liverpool         | Aston Villa      | 3:1 (D) | 6. září 2000       | [ 8 ]  |
| Emile Heskey             | Liverpool         | Derby County     | 4:0 (H) | 15. října 2000     | [ 9 ]  |
| Jimmy Floyd Hasselbaink4 | Chelsea           | Coventry City    | 6:1 (D) | 21. října 2000     | [ 10 ] |
| Teddy Sheringham         | Manchester United | Southampton      | 5:0 (D) | 28. října 2000     | [ 11 ] |
| Mark Viduka4             | Leeds United      | Liverpool        | 4:3 (D) | 4. listopadu 2000  | [ 12 ] |
| Les Ferdinand            | Tottenham Hotspur | Leicester City   | 3:0 (D) | 25. listopadu 2000 | [ 13 ] |
| Ray Parlour              | Arsenal           | Newcastle United | 5:0 (D) | 9. prosince 2000   | [ 14 ] |
| Thierry Henry            | Arsenal           | Leicester City   | 6:1 (D) | 26. prosince 2000  | [ 15 ] |
| Kevin Phillips           | Sunderland        | Bradford City    | 4:1 (H) | 26. prosince 2000  | [ 15 ] |
| Dwight Yorke             | Manchester United | Arsenal          | 6:1 (D) | 25. února 2001     | [ 16 ] |
| Sylvain Wiltord          | Arsenal           | West Ham United  | 3:0 (D) | 3. března 2001     | [ 17 ] |
| Marcus Stewart           | Ipswich Town      | Southampton      | 3:0 (H) | 2. dubna 2001      | [ 18 ] |
| Michael Owen             | Liverpool         | Newcastle United | 3:0 (D) | 5. května 2001     | [ 19 ] |

Poznámky
4 Hráč vstřelil 4 góly
(D) – Domácí tým
(H) – Hostující tým

#### Nejlepší asistenti

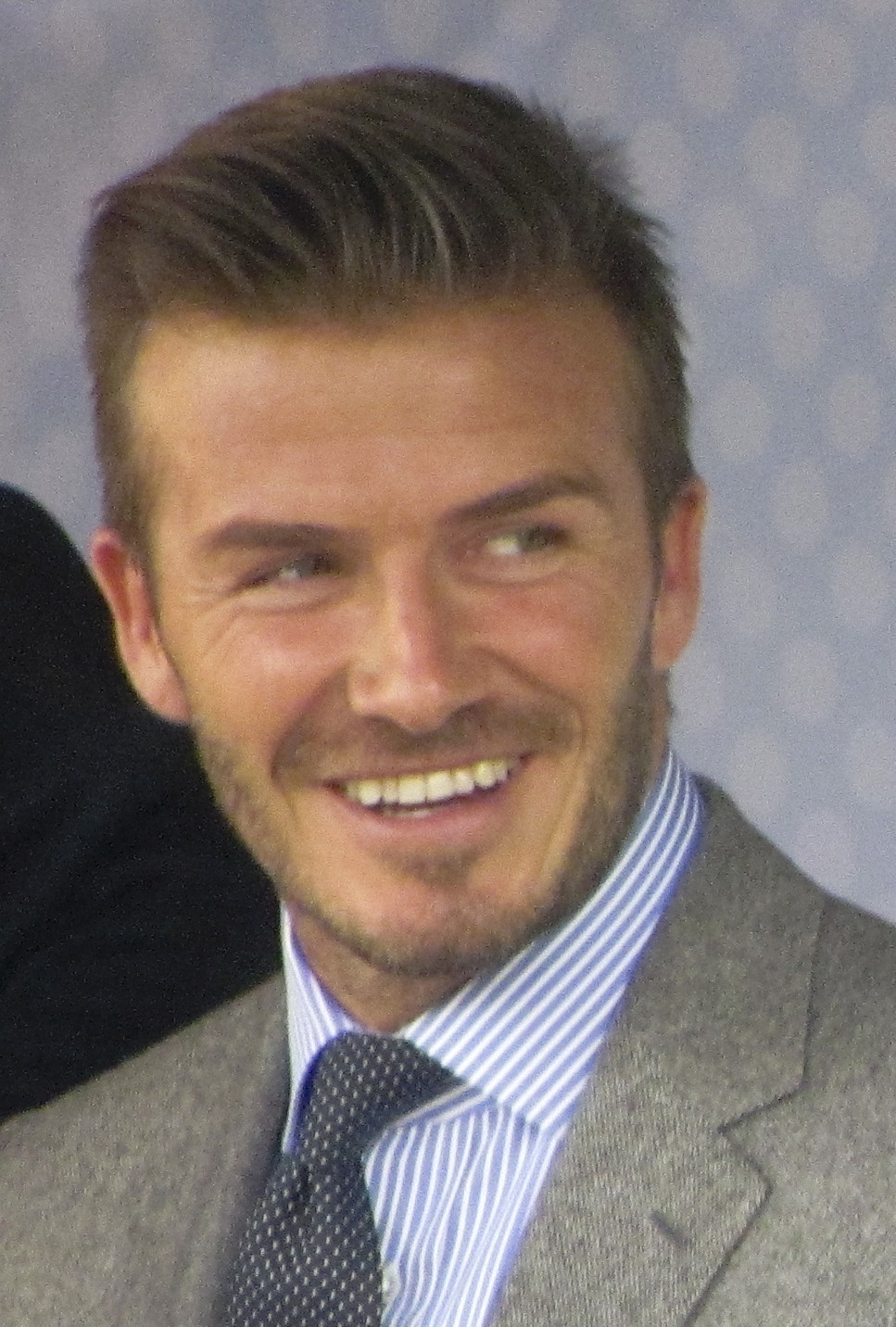
David Beckham asistoval v sezóně 2000/01 na nejvíce branek (12), a to v dresu Manchesteru United.

|    | Hráč                    | Klub              | Asistence |
| -- | ----------------------- | ----------------- | --------- |
| 1. | David Beckham           | Manchester United | 12        |
| 2. | Nolberto Solano         | Newcastle United  | 10        |
| 3. | Jimmy Floyd Hasselbaink | Chelsea           | 9         |
| 3. | Thierry Henry           | Arsenal           | 9         |
| 3. | Vladimír Šmicer         | Liverpool         | 9         |
| 6. | Ryan Giggs              | Manchester United | 8         |
| 6. | Graham Stuart           | Charlton Athletic | 8         |
| 8. | Stephen Clemence        | Tottenham Hotspur | 7         |
| 8. | Paolo Di Canio          | West Ham United   | 7         |
| 8. | Hassan Kachloul         | Southampton       | 7         |
| 8. | Roy Keane               | Manchester United | 7         |
| 8. | Robert Pirès            | Arsenal           | 7         |
| 8. | Trevor Sinclair         | West Ham United   | 7         |

### Čistá konta
|    | Hráč              | Klub              | Čistá konta |
| -- | ----------------- | ----------------- | ----------- |
| 1. | Ed de Goey        | Chelsea           | 16          |
| 2. | Sander Westerveld | Liverpool         | 14          |
| 3. | Nigel Martyn      | Leeds United      | 13          |
| 4. | David James       | Aston Villa       | 11          |
| 5. | Mark Bosnich      | Manchester United | 9           |
| 5. | Paul Gerrard      | Everton           | 9           |
| 5. | Magnus Hedman     | Coventry City     | 9           |
| 5. | Mart Poom         | Derby County      | 9           |
| 5. | Mark Schwarzer    | Middlesbrough     | 9           |
| 5. | Gustavo Poyet     | Chelsea           | 9           |

### Disciplína

#### Hráči
- Nejvíce žlutých karet: 13[22]
  -  Olivier Dacourt (Leeds United)

- Nejvíce červených karet: 2[23]
  -  Lee Hendrie (Aston Villa)
  -  Nolberto Solano (Newcastle United)
  -  Danny Tiatto (Manchester City)
  -  Patrick Vieira (Arsenal)

#### Klub
- Nejvíce žlutých karet: 81[24]
  - Derby County

- Nejvíce červených karet: 6[25]
  - Middlesbrough
  - Sunderland

## Ocenění

### Měsíční
| Měsíc    | Manager of the Month | Manager of the Month | Player of the Month | Player of the Month |
| Měsíc    | Trenér               | Klub                 | Hráč                | Klub                |
| -------- | -------------------- | -------------------- | ------------------- | ------------------- |
| Srpen    | Bobby Robson         | Newcastle United     | Alan Smith          | Leeds United        |
| Září     | Peter Taylor         | Leicester City       | Tim Flowers         | Leicester City      |
| Říjen    | Arsène Wenger        | Arsenal              | Teddy Sheringham    | Manchester United   |
| Listopad | George Burley        | Ipswich Town         | Paul Robinson       | Leeds United        |
| Prosinec | Peter Reid           | Sunderland           | James Beattie       | Southampton         |
| Leden    | Terry Venables       | Middlesbrough        | Robbie Keane        | Leeds United        |
| Únor     | Alex Ferguson        | Manchester United    | Stuart Pearce       | West Ham United     |
| Březen   | David O'Leary        | Leeds United         | Steven Gerrard      | Liverpool           |
| Duben    | David O'Leary        | Leeds United         | Gary McAllister     | Liverpool           |

### Roční ocenění
| Ocenění                              | Vítěz            | Klub              |
| ------------------------------------ | ---------------- | ----------------- |
| Premier League Manager of the Season | George Burley    | Ipswich Town      |
| Premier League Player of the Season  | Patrick Vieira   | Arsenal           |
| PFA Players' Player of the Year      | Teddy Sheringham | Manchester United |
| PFA Young Player of the Year         | Steven Gerrard   | Liverpool         |
| Hráč roku dle FWA                    | Teddy Sheringham | Manchester United |

| PFA Team of the Year | PFA Team of the Year                 | PFA Team of the Year                 | PFA Team of the Year               | PFA Team of the Year               |
| -------------------- | ------------------------------------ | ------------------------------------ | ---------------------------------- | ---------------------------------- |
| Brankář              | Fabien Barthez (Manchester United)   | Fabien Barthez (Manchester United)   | Fabien Barthez (Manchester United) | Fabien Barthez (Manchester United) |
| Obránci              | Stephen Carr (Tottenham Hotspur)     | Jaap Stam (Manchester United)        | Wes Brown (Manchester United)      | Sylvinho (Arsenal)                 |
| Záložníci            | Steven Gerrard (Liverpool)           | Roy Keane (Manchester United)        | Patrick Vieira (Arsenal)           | Ryan Giggs (Manchester United)     |
| Útočníci             | Teddy Sheringham (Manchester United) | Teddy Sheringham (Manchester United) | Thierry Henry (Arsenal)            | Thierry Henry (Arsenal)            |

## Vítěz
| Premier League 2000/01 Manchester United (7. titul) |